# 四氰合铂(II)酸钡
四氰合铂(II)酸钡是一种配位化合物，化学式为Ba[Pt(CN)4]，为黄绿色晶体，可溶于水，可以形成水合物，是稳定的二价铂配合物。

## 制备
四氰合铂(II)酸钡可由四氰合铂(II)酸钾和氯化钡反应得到：
{\displaystyle {\mathsf {K_{2}[Pt(CN)_{4}]+BaCl_{2}+4H_{2}O\ {\xrightarrow {}}\ Ba[Pt(CN)_{4}]\cdot 4H_{2}O\downarrow +2KCl}}}
铂和氰化钡的电化学反应也能制得该配合物。